# Strophiona tigrina
Strophiona tigrina är en skalbaggsart som beskrevs av Thomas Casey 1913. Strophiona tigrina ingår i släktet Strophiona och familjen långhorningar. Inga underarter finns listade i Catalogue of Life.